# Deutsche Gesellschaft für Missionswissenschaft
Deutsche Gesellschaft für Missionswissenschaft är en allmännyttig förening, som främjar missionsvetenskaplig forskning.
Sällskapet grundades i Berlin 1918, strax före första världskrigets slut, på initiativ av kyrkohistorikern Carl Mirbt av en liten krets forskare inom området. Det var det första sällskapet av detta slag i världen. Under mellankrigstiden utgav det två serier missionsvetenskapliga studier och främjade ämnet vid de tyska universiteten. Efter 1945 utvidgades verksamheten väsentligt. Sällskapet deltog 1972 i grundandet av International Association for Mission Studies.

## Ordförande
- 1918–1929: Carl Mirbt
- 1930–1951: Martin Schlunk
- 1951–1965: Gerhard Rosenkranz
- 1965–1990: Hans-Werner Gensichen
- 1990–2004: Theo Sundermeier
- 2004–2015: Dieter Becker
- 2015–2019: Henning Wrogemann
- 2019–: Andreas Heuser